# George Snowden
"Shorty" George Snowden (4. července 1904 - květen 1982) byl americký černošský tanečník, tancující ve 20. a 30. letech 20. století v Harlemu v New Yorku. Je všeobecně spojován s pojmenováním "lindy hop" pro populární párový swingový tanec té doby. Je mu také často připisován vznik samotného tance, i když to není doloženo a je to nepravděpodobné.
Snowden byl známý tanečník ze Savoye v Harlemu v New Yorku. Ač měřil pouze 150 centimetrů, byl velice talentovaný. Mnoho jeho tanečních choreografií bylo založeno na rozdílu ve výšce mezi ním a jeho nejznámější partnerkou Big Beou, se kterou pravidelně vyhrávali soutěže v Savoyi.
Snowden se objevuje ve filmu z roku 1929 After Seben, ve kterém tancuje breakaway, variantu charlestonu, ze kterého se později vyvinul lindy hop. Objevuje se také ve filmu z roku 1937 Ask Uncle Sol, ve kterém tancuje s Big Beou.
Snowden byl členem několika známých tanečních skupin, mimo jiné i Shorty Snowden Dancers, první taneční skupiny zaměřené na lindy hop.

## Zajímavosti
- V lindy hopu se po Snowdenovi jmenuje krok Shorty George
- Count Basie nahrál skladbu pojmenovanou po Snowdenovi Shorty George